# Isaack Gilsemans

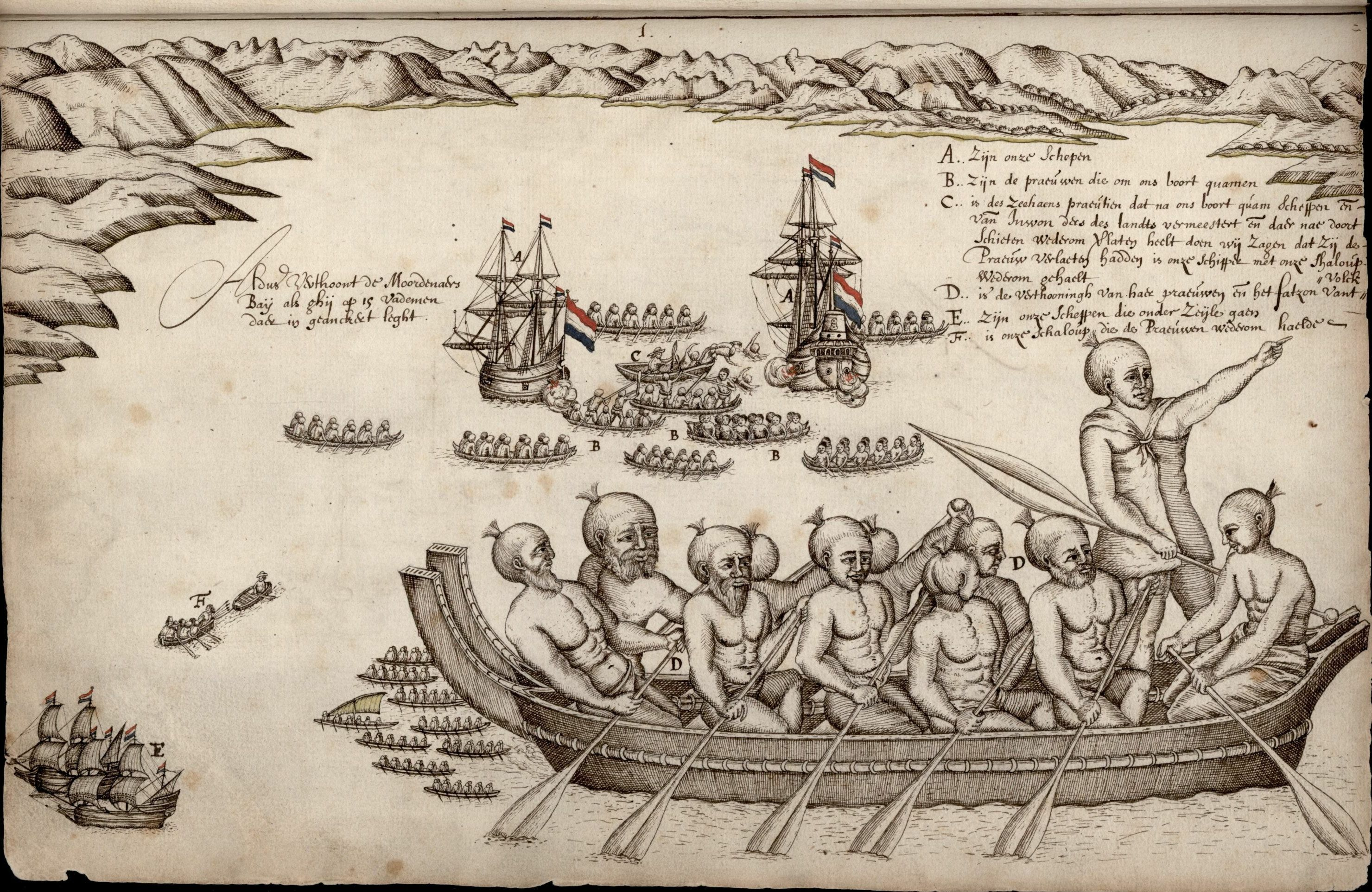
Zicht op de moordenaarsbaai door Isaack Gilsemans, Alexander Turnbull Library, 1642

Isaack Gilsemans (Rotterdam ca. 1606  - Batavia, 1646) was een koopman in dienst van de VOC, met kennis van navigatie en tekenaar.

## Biografie
Van Gilsemans is vooral bekend, dat hij meereisde als tekenaar en stuurman met de ontdekkingsreiziger Abel Tasman op zijn expeditie in 1642-1643. Op deze reis werden Tasmanië, Nieuw-Zeeland en een aantal Pacifische eilanden ontdekt. Gilsemans maakte een aantal tekeningen waarbij het eiland en het inheemse leven werd gedocumenteerd. Zijn afbeeldingen van de Maori waren een eerste kennismaking voor Europeanen.

## Links
- Biografische gegevens bij het RKD-Nederlands Instituut voor Kunstgeschiedenis

- Auckland Art Gallery Toi o Tāmaki: 1191
- Biografisch Portaal: 58769621
- Gemeinsame Normdatei: 123941202
- International Standard Name Identifier: 0000 0000 3832 7309
- Library of Congress Control Number: n2001040657
- Nederlandse Thesaurus van Auteursnamen: 261822721
- RKD-Nederlands Instituut voor Kunstgeschiedenis: 368201
- Trove: 1484692
- Virtual International Authority File: 40299425
- WorldCat: E39PBJbM3W9GkQB6hF8bPtVt8C